# Hussein Dey
Hussein Dey (en árabe: حسين داي Esmirna, 1765 - Alejandría, 1838) fue el último de los gobernadores otomanos de Argel.

## Primeros años
Nació o bien en Esmirna o en Urla, en el Imperio Otomano. Fue a Estambul y se unió al cuerpo de los artilleros (topçular, en turco), y rápidamente ascendió al rango de odabaşı, pero gracias a su carácter y a las rivalidades que mantuvo se vio obligado a huir del Imperio Otomano. Huyó al Deylik de Argel, un país que era de facto independiente del Imperio Otomano, similar a los demás países de la costa berberisca. Argel era bien conocida por aceptar fugitivos de diferentes países. En Argel, se unió al Odjak de Argel, una unidad del ejército local, y se convirtió en jenízaro. En 1815 fue nombrado Khodjet al-khil, es decir, ministro encargado de formar y comandar la caballería del Dey y aumentar los impuestos. Estuvo al mando de la caballería como fuerza de socorro rápido durante el bombardeo de Argel en 1816. En 1818, tras la muerte del anterior Dey, el Diwan de Argel eligió a Hussein como siguiente gobernante.

## Gobierno
Husseyn Dey sucedió a Ali V ben Ahmed como gobernador provincial otomano, o dey, de Argel en marzo de 1818. Para poder estar en buenos términos con los europeos, promulgó ciertas medidas liberales como la liberación de rehenes y aseguró la libertad de culto a los judíos.

## Conquista francesa de Argelia
Carlos X de Francia, en un intento por aumentar su popularidad entre el pueblo francés, procuró promover el sentimiento patriótico y desviar la atención de su política interna buscando "una pelea con el dey". Esto llevó finalmente a la conquista francesa de Argelia.

### El incidente del matamoscas
En la década de 1790, Francia había firmado un contrato para comprar trigo para el ejército francés con dos comerciantes judíos de Argel, los señores Bacri y Boushnak, y se encontraba atrasada en sus pagos. Estos comerciantes tenían deudas con el dey y dijeron que no podían pagarle hasta que Francia terminase de abonarles lo que les debía. El dey había negociado infructuosamente con Pierre Deval, el cónsul francés, para rectificar esta situación, y sospechaba que Deval estaba colaborando con los comerciantes en su contra, especialmente cuando el gobierno francés no hizo ninguna provisión para pagar a los mercaderes en 1820. El sobrino de Deval, Alexandre, el cónsul en Bône, enfureció aún más al dey al fortificar los almacenes franceses en Bône y La Calle, en violación de acuerdos anteriores.
Durante una reunión confrontativa el 29 de abril de 1827, en la que Deval rehusó dar respuestas satisfactorias, el dey golpeó a Deval con su matamoscas. Carlos X aprovechó este ataque contra su representante diplomático, primero para demandar una disculpa por parte del dey, y luego para iniciar un bloqueo contra el puerto de Argel. Cuando el dey respondió a una demanda para enviar un embajador a Francia para resolver el incidente ordenando el cañoneo contra uno de los barcos que participaban en el bloqueo, los franceses determinaron que se requería una acción más fuerte.

### Invasión de Argel
El 14 de junio de 1830, 34 000 soldados franceses desembarcaron en Sidi Ferruch, a unos 27 km al oeste de Argel, y entraron en esta última el 5 de julio tras una campaña de tres semanas contra las fuerzas otomanas. Hussein Dey acordó rendirse a cambio de su libertad y la oferta de conservar su riqueza personal. Esto marcó el fin de 313 años de dominio otomano del territorio y el comienzo de la colonización francesa en Argelia.

## Exilio
El 15 de julio de 1830, cinco días después de haberse rendido a los franceses, Huseein Dey dejó Argel con su familia, su harén y su fortuna personal a bordo del barco francés Jeanne d'Arc. Su permiso para vivir en Francia fue rechazado por Carlos X, por lo que se mudó a Nápoles, ciudad que estaba bajo control del Imperio Austriaco en ese entonces. Se quedó en Italia tres años y murió en Alejandría en 1838.

## Legado
Un suburbio de la ciudad de Argel lleva su nombre, al igual que el distrito que lo rodea. El equipo de fútbol local, que juega en la primera división de Argelia, lleva el nombre de NA Hussein Dey.